# 1983年の日本競馬
1983年の日本競馬（1983ねんのにほんけいば）では、1983年（昭和58年）の日本競馬界についてまとめる。馬齢は旧表記で統一する。
1982年の日本競馬 - 1983年の日本競馬 - 1984年の日本競馬

## 概要

### ミスターシービーが牡馬クラシック三冠馬に
中央競馬ではミスターシービーが、史上3頭目、戦後2頭目の牡馬クラシック三冠馬となった。

### サンオーイが南関東三冠を達成
地方競馬ではサンオーイが南関東三冠

## できごと

### 1月 - 3月
- 1月30日 - 中京競馬第2競走で観客の3歳男児がコース内に飛び出し、競走中の競走馬と接触する事故が発生。
- 2月25日 - 大井競馬場の騎手高橋三郎が通算3000勝を達成。
- 3月5日 - 後楽園場外発売所で複合勝馬投票券（ユニット馬券）の自動発売機が運用開始される[1]。
- 3月20日 - 中央競馬の騎手河内洋が中央競馬通算500勝を達成。

### 4月 - 6月
- 4月29日 - 第50回東京優駿を記念して、東京競馬場とエプソム競馬場が姉妹提携を行う。また、郵政省がダービー記念切手を発行した[1]。
- 5月27日 - 中央競馬におけるクラシック5競走の予備登録は従来4回が義務付けられていたが、このうち1歳時に行う第1回登録を廃止、計3回行うことにした[1]。
- 6月14日 - 中京競馬場で開設30周年記念式典が行われる[2]。

### 7月 - 9月
- 7月10日 - 第2回中京競馬において、田原成貴が1開催20勝の新記録を達成[2]。
- 7月23日 - 集中豪雨の影響により、益田競馬場が8月・9月の開催を取りやめる。また、復興のために地方競馬全国協会から緊急助成が行われた[2]。
- 8月1日 - 地方競馬全国協会の会長に大山一生が就任する[2]。
- 9月10日 - 芝電話投票所が開設され、運用開始される[2]。
- 9月22日 - 日本中央競馬会の厩舎関係者10名と監督の職員1名が欧米研修に出発する[2]。

### 10月 - 12月
- 10月3日 - 第17回パリ国際競馬会議に日本中央競馬会から濱學競走馬総合研究所所長らが出席する[2]。
- 11月8日 - サンオーイが東京王冠賞を優勝し、南関東三冠を達成。
- 11月13日 - ミスターシービーが菊花賞を優勝し、牡馬クラシック三冠を達成[2]。
- 11月29日 - ジャパンカップに初めての地方代表馬であるダーリンググラスが出走する[2]。
- 12月3日 - 新潟電話投票所が開設され、運用開始される[2]。
- 12月22日 - サンオーイが東京大賞典に優勝、2頭目の「南関東四冠」を達成した[2]。

### その他
- 種牡馬リイフォーがアメリカ合衆国へ輸出された。

## 競走成績

### 中央競馬主要競走
- 第43回桜花賞（阪神競馬場・4月10日）優勝 : シャダイソフィア（騎手 : 猿橋重利）
- 第43回皐月賞（中山競馬場・4月17日）優勝 : ミスターシービー（騎手 : 吉永正人）
- 第87回天皇賞（春）（京都競馬場・4月29日） 優勝 : アンバーシャダイ（騎手 : 加藤和宏）
- 第44回優駿牝馬（オークス）（東京競馬場・5月22日) 優勝 : ダイナカール（騎手 : 岡部幸雄）
- 第50回東京優駿（日本ダービー）（東京競馬場・5月29日) 優勝 : ミスターシービー（騎手 : 吉永正人）
- 第24回宝塚記念（阪神競馬場・6月5日）優勝 : ハギノカムイオー（騎手 : 伊藤清章）
- 第88回天皇賞（秋）（東京競馬場・10月30日） 優勝 : キョウエイプロミス（騎手 : 柴田政人）
- 第44回菊花賞（京都競馬場・11月13日） 優勝 : ミスターシービー（騎手 : 吉永正人）
- 第8回エリザベス女王杯（京都競馬場・11月20日） 優勝 : ロンググレイス（騎手 : 河内洋）
- 第3回ジャパンカップ（東京競馬場・11月27日）優勝 : スタネーラ（騎手 : ブライアン・ラウス）
- 第28回有馬記念（中山競馬場・12月25日）優勝 : リードホーユー（騎手 : 田原成貴）

### 中央競馬・障害
- 第90回中山大障害（春）（中山競馬場・4月10日）優勝 : オキノサキガケ（騎手 : 星野忍）
- 第91回中山大障害（秋）（中山競馬場・12月24日）優勝： オキノサキガケ（騎手：星野忍）

### 地方競馬主要競走
- 第6回川崎記念（川崎競馬場・2月11日）優勝 : カネショウスーパー（騎手 : 内田勝義）
- 第6回帝王賞（大井競馬場・4月18日）優勝 : トラストホーク（騎手 : 高橋三郎）
- 第29回東京ダービー（大井競馬場・6月1日）優勝 : サンオーイ（騎手 : 赤間清松）
- 第31回全日本アラブ大賞典（大井競馬場・12月8日）優勝 : トキテンリユウ（騎手 : 坂本敏美）
- 第29回東京大賞典（大井競馬場・12月22日）優勝 : サンオーイ（騎手 : 高橋三郎）

## 表彰

### 優駿賞
- 年度代表馬・最優秀4歳牡馬・最優秀父内国産馬　ミスターシービー（美浦）
- 最優秀3歳牡馬 ロングハヤブサ（栗東）
- 最優秀3歳牝馬 マーサレッド（栗東）
- 最優秀4歳牝馬 ダイナカール（美浦）
- 最優秀5歳以上牡馬 キョウエイプロミス（美浦）
- 最優秀5歳以上牝馬 ミスラディカル（栗東）
- 最優秀スプリンター ニホンピロウイナー（栗東）
- 最優秀障害馬 オキノサキガケ（美浦）
- 最優秀アラブ ウルフケイアイ（美浦）
- 特別賞 アンバーシャダイ（美浦）

## リーディング

### リーディングジョッキー
| 分類         | 騎手の氏名 | 勝利数 |
| ------------ | ---------- | ------ |
| 中央競馬     | 田原成貴   | 104    |
| 地方競馬     | 坂本敏美   | 225    |
| ばんえい競走 |            |        |

### リーディングトレーナー
| 分類         | 騎手の氏名 | 勝利数 |
| ------------ | ---------- | ------ |
| 中央競馬     | 伊藤雄二   | 38     |
| 地方競馬     | 田原義友   | 121    |
| ばんえい競走 |            |        |

### リーディングサイアー
| 順位 | 中央競馬         | 地方競馬（サラ系）   |
| ---- | ---------------- | -------------------- |
| 1    | ノーザンテースト | ボールドコンバタント |

### リーディングブルードメアサイアー
| 順位 | 中央競馬・地方競馬総合 |
| ---- | ---------------------- |
| 1    |                        |

## フリーハンデ(優駿)
- 関東3歳
  - 55サクラトウコウ、ハーディービジョン
- 関西3歳
  - 55ロングハヤブサ
- 4歳
  - 65ミスターシービー
  - 61リードホーユー
  - 60メジロモンスニー
- 5歳以上
  - 63アンバーシャダイ、キョウエイプロミス
  - 61ヒカリデュール
  - 60ハギノカムイオー、ホリスキー、ミナガワマンナ

## 誕生
この年に生まれた競走馬は1986年のクラシック世代となる。

### 競走馬
- 2月18日 - ダイシンフブキ
- 3月10日 - ラグビーボール
- 3月17日 - オジジアン
- 3月18日 - カツラギハイデン
- 3月23日 - グランパズドリーム、ダイナガリバー
- 3月25日 - ダイナコスモス
- 3月26日 - ユウミロク
- 4月2日 - レジェンドテイオー
- 4月3日 - アサヒエンペラー、プレジデントシチー
- 4月4日 - シンチェスト
- 4月6日 - コマーズ
- 4月7日 - トニービン
- 4月9日 - メジロラモーヌ
- 4月10日 - ローゼンホーマ
- 4月15日 - シャルード
- 4月19日 - ハナキオー
- 4月20日 - ランニングフリー
- 4月21日 - ニッポーテイオー
- 4月23日 - フェートノーザン
- 4月30日 - ダイナフェアリー、ミスティックスター
- 5月1日 - メジロデュレン
- 5月4日 - ダイナアクトレス
- 5月9日 - フレッシュボイス
- 5月11日 - ダンシングブレーヴ
- 5月20日 - マチカネイワシミズ
- 5月21日 - ダンシングキイ
- 不明 - ジャッジアンジェルーチ

### 人物
- 1月8日 - 岩崎祐己騎手（JRA）
- 2月7日 - 小坂忠士騎手（JRA）
- 2月12日 - 南井大志騎手（JRA）
- 2月25日 - 平原透雄騎手（兵庫）
- 3月8日 - 大沢辰也騎手（JRA）
- 3月14日 - 筒井勇介騎手（笠松）
- 3月18日 - 鈴木慶太騎手（JRA）
- 4月20日 - 岩橋勇二騎手（ホッカイドウ）
- 5月6日 - 坂口裕一騎手（水沢）
- 5月12日 - 江川伸幸騎手（船橋）
- 6月28日 - 高野毅騎手（大井）
- 7月1日 - 松島慧騎手（荒尾）
- 7月8日 - 真島大輔騎手（大井）
- 7月18日 - 柴原央明騎手（JRA）
- 8月23日 - 伊藤晋一騎手（兵庫）
- 8月26日 - 山本茜騎手（名古屋）
- 9月28日 - 石崎駿騎手（船橋）
- 10月26日
  - 黒岩悠騎手（JRA）
  - 吉原寛人騎手（金沢）
- 10月29日 - 高野容輔騎手（JRA）
- 11月4日 - 竹本貴志騎手（JRA）
- 11月14日 - 中村尚平騎手（大井）
- 11月19日 - 長谷川浩大騎手、調教師（JRA）
- 11月24日 - 林幻騎手、調教師（船橋）
- 12月12日 - 大畑雅章騎手（名古屋）
- 12月15日 - 阪上忠匡騎手（川崎）
- 12月20日 - 吉田隼人騎手（JRA）
- 12月24日 - 北村浩平騎手（JRA）
- 12月29日 - 本多正賢騎手（船橋）
- 12月31日 - 藤井勘一郎騎手（JRA）

## 死去

### 競走馬
- 3月6日 - ヒカルメイジ
- 6月15日 - バーバー Berber

### 人物
- 5月4日
  - 寺山修司 （競馬評論家、詩人）
  - 鎌田三郎 （馬主、札幌馬主協会会長、日高軽種馬農協組合長）